# Helvia Recina
Helvia Recina (nommée également Recina ou Ricina) est une ancienne ville romaine fondée aux environs du IIIe siècle av. J.-C., aujourd'hui site archéologique de la vallée de la rivière Potenza dans la région des Marches .

## Origine et histoire
Helvia Recina est située dans le hameau actuel de Macerata Villa Potenza, elle a évolué sur la base d'une ville italique préexistante peut-être du IIIe siècle av. J.-C. habitée par les Piceni .  
Son nom a changé au fil des siècles de Ricina à Recina et enfin à Helvia Recina Pertinax. 

L'origine du nom est incertaine, même si les anciens savants qui ont d'abord essayé d'étudier le site et ses monuments souvent cité un (assez tard) épigramme qui se lit comme suit :

« HIC VENERIS STABANT ERICINAE TEMPLA VETUSTO TEMPORE (...) QUONDAM ETIAM TEMPLI NOMINE DICTA FUINT » 
Cette épigramme a été mise au jour par Niccolò Peranzoni, humaniste de la cour du pape Léon X, au début du XVIe siècle. 
Ainsi, le nom de cette colonie romaine était basé sur un temple dédié à Vénus d'Erice. Le premier temple dédié à Vénus Ericina fut celui du mont Erice, en Sicile, fondé par le légendaire Enée. 
De la Sicile, le culte a été exporté vers le reste de la péninsule comme en témoigne la présence de deux temples, un premier au Campidoglio et un second au Quirinale .
Cette épigramme a également été rapportée dans les siècles suivants, notamment par Pompeo Compagnoni dans son livre : La Reggia Picena . 
Les deux auteurs, Peranzoni et Compagnoni, se méfiaient de l'authenticité de cette épigramme, car tant la forme grammaticale que les termes utilisés sont de la période de la fin de l'empire. 

L'abbé Colucci dans son livre sur les antiquités du Picène transcrit l'épigramme des deux auteurs précédents mais ne la juge pas très véridique :

« Io sono del sentimento di questi due Scrittori, perché lo stile dell’epigramma ci fa conoscer non essere l’autore si antico che possa fare molta autorità. »
Les premières traces avérées de l'existence de Ricina remonte au Ier siècle apr. J.-C. et sont de Pline l'Ancien ( Nat. Hist. III, 111).  
L'ancienne Ricina était située le long de la Via Salaria Gallica ; les monuments les plus importants remontent à l'époque du Haut Empire. 
De nombreux historiens estiment que la ville était plus ancienne puisque Pline en parle comme l'un des principaux centres de la région picène.

## Les monuments

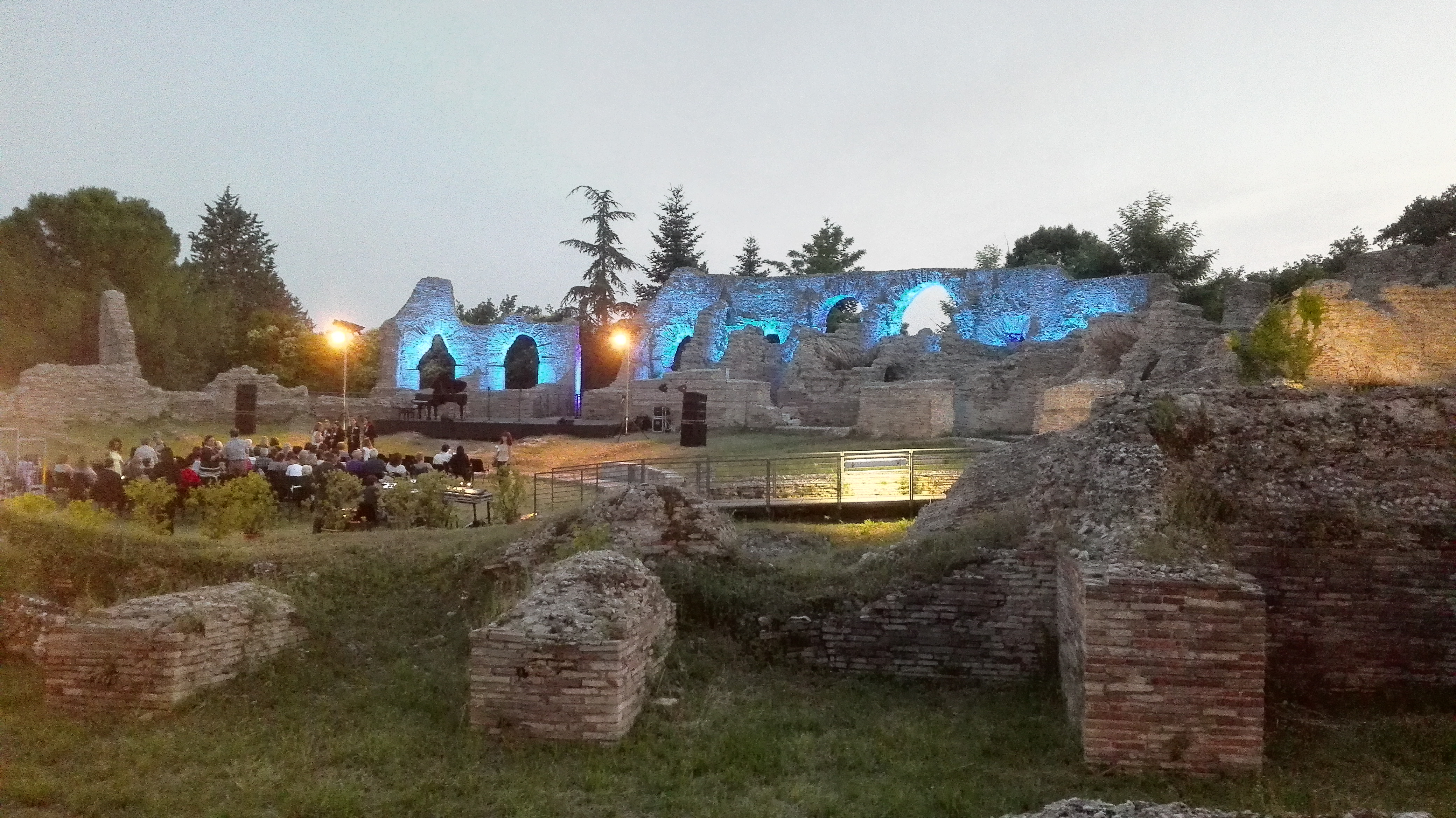
Théâtre Ricina

Les vestiges du théâtre romain du IIe siècle apr. J.-C. sont aujourd'hui le témoignage le plus important de la ville antique. 
Le théâtre de 72 mètres de diamètre avait trois niveaux de gradins et pouvait accueillir environ 2 000 spectateurs, il était probablement recouvert de marbre (réutilisé au Moyen Âge ) avec des chapiteaux doriques et corinthiens. 
Encore bien reconnaissables, l'orchestre, la cavea et la scène de façade de brique comme il prévalait dans le théâtre romain classique. 
Ces vestiges donnent l'idée d'une ville de proportions moyennes et florissante du fait de la contiguïté avec le fleuve, alors navigable, qui la communiquait avec le port de la commune de Potentia à l'embouchure de la rivière du même nom.
Une ancienne route pavée, le pont romain sur la rivière Potenza et les vestiges de villas ornées de mosaïques au sol, donnent l'idée de l'importance du municipe de Ricina que Septime Sévère en 205 éleva au rang de colonie et la renomma avec le nom de Helvia Recina Pertinax, en l'honneur de son prédécesseur l'empereur Publius Elvius Pertinax. 

Le tout en témoigne une ancienne plaque de marbre, autrefois conservée à Macerata où il est écrit :

« IMP(eratori) CAES(ari) VER(i) AUG(usti) FIL(io) D(ivi) PII NEP(oti) D(ivi) ADRIANI PRONEP(oti) D(ivi) TRAJANI PARTH(ici) ABNEP(oti) D(ivi) NERVAE ABNEP(oti) L(Lucius) SETTIMIO SEVERO PIO PERTINAC(i) AUG(usto) PARTH(ico) MAX(imo) TRIB(unite) POT(estatis) XIII IMP(eerie) XI CONS(uli) III PP(osuif) COLONIA HELVIA RICINA CONDITORI SUO. » 
Une stèle gravée qui, après une longue généalogie, confirme que la construction (ou plutôt la reconstruction) de la colonie d'Helvia Recina a eu lieu sous Septime Sévère.

## Hypothèse sur la fondation
Au sujet de la ville d'Helvia, des hypothèses ont été formulées à la limite du raisonnable. L'une des nombreuses est celle qui veut qu'Helvia soit fondée par un roi mythologique Cino, le premier roi d'Italie après le déluge.  

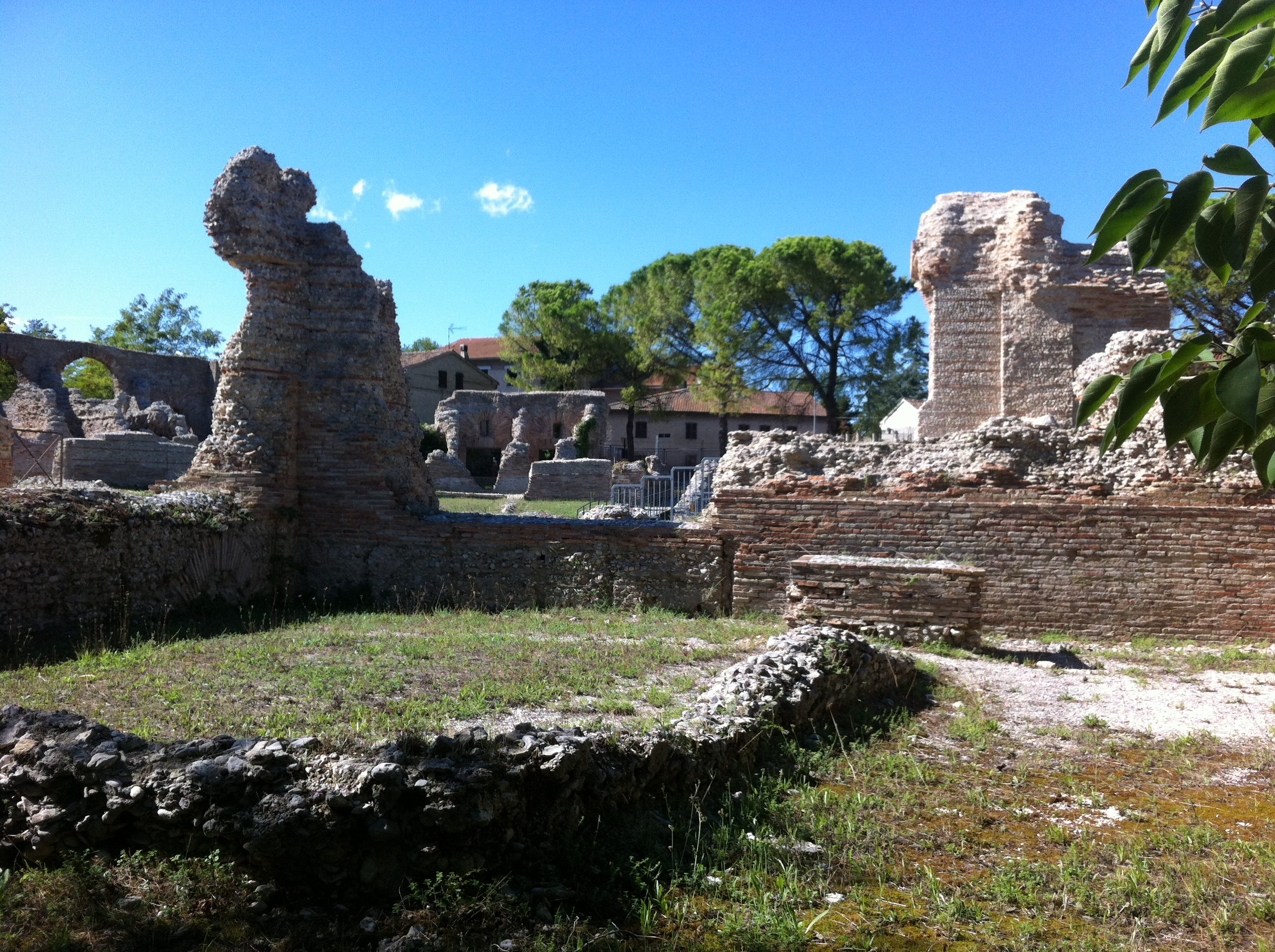
Restes du théâtre d’Helvia Recina

À cet égard, le comte Monaldo Leopardi, le père du fameux Giacomo, plaisantait : 

« Ce serait un grand honneur pour Ricina que ses premiers habitants eussent baisé la main du Patriarche Noé, mais je n’ai pas le regard suffisamment aiguisé pour pénétrer aussi loin dans le temps. » 
Monaldo Leopardi, Serie dei Vescovi di Recanati con alcune Notizie della Città e della Chiesa di Recanati, Recanati, 1828, p.16
Il y a aussi des informations, non documentées, que l'une des légions les plus importantes et les plus féroces parmi les rangs de Jules César, ladite "Fulminante", était composée uniquement de Riciniens. 
Un autre information concerne l'érection d'une statue en faveur de l'empereur Hadrien entièrement en or ou la présence de places de marbre et de fontaines. Naturellement, ce sont les suggestions archéologiques de certains savants, principalement de Macerata, qui sans support documentaire ont dépeint leur ancienne colonie comme une «petite Rome».

## Propagation du christianisme

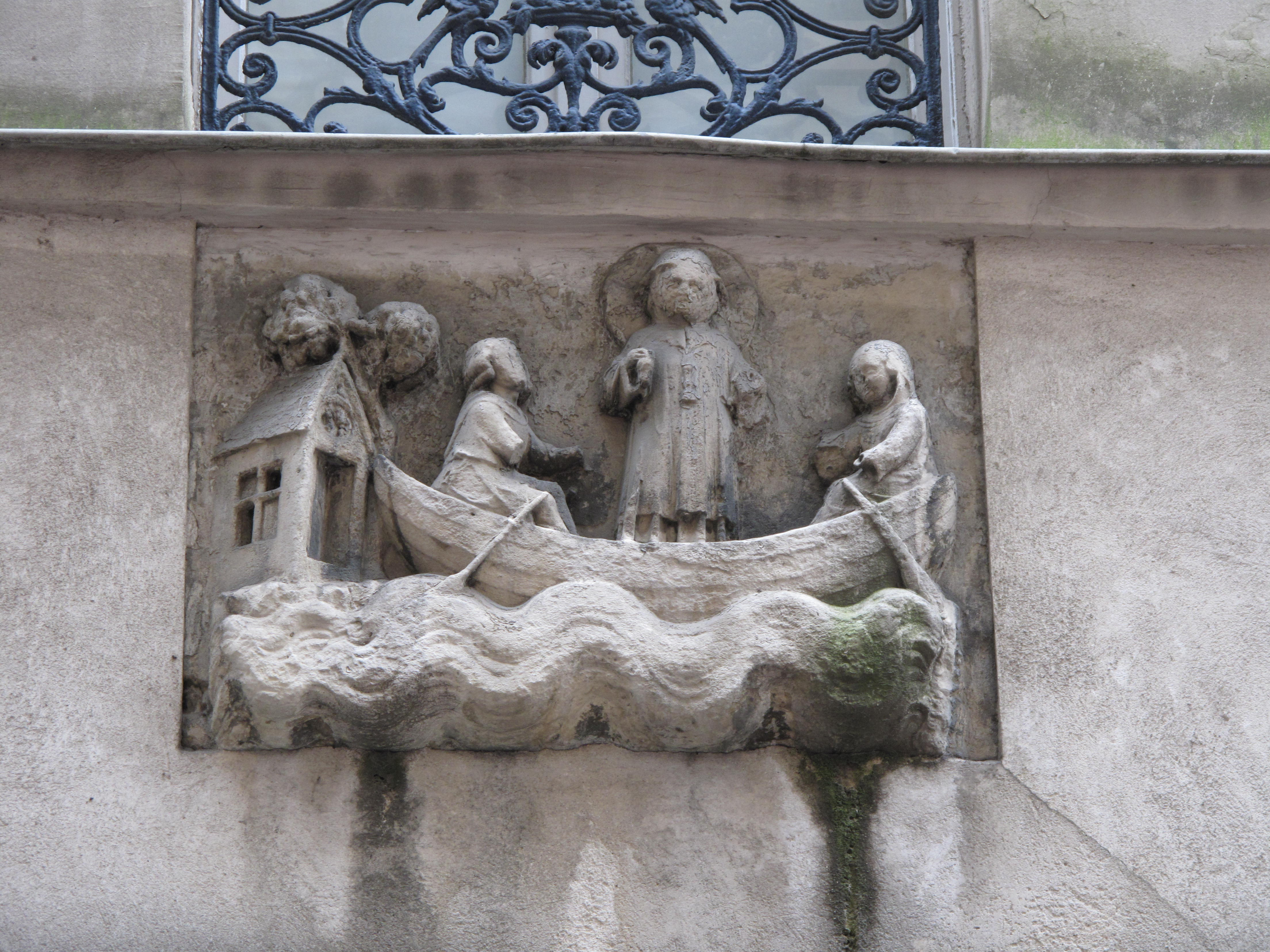
Saint Julien transportant les lépreux sur la rivière Potenza, bas-relief du XIVe siècle, Paris

Pendant la période de l'affirmation du christianisme, la région de Ricina a été christianisée par Julien l'hospitalier, vers le premier siècle, qui a déménagé dans un ermitage sur les rives de la rivière Potenza, expiatoire du péché de matricide et de patricide perpétré dans sa Flandre natale, transporter les lépreux d'une rive à l'autre du fleuve, c'est du moins la légende. Le premier évêque de Helvia Recina était Flaviano qui fut martyrisé vers le troisième siècle .

Bien sûr, même là-dedans, les hypothèses assez douteuses, ou du moins impossibles à documenter, et peut-être seulement légendaires comme celle qui veut que les premiers noyaux chrétiens de Ricina soient nés à la suite d'un séjour de saint Pierre lui-même. Selon la légende, il est venu de Dalmatie et sur le chemin de Rome s'est arrêté à Helvia Recina. Bien sûr, c'est aussi une hypothèse qui s'inscrit dans les légendes entourant l'ancienne colonie. Dans l'essai de Moroni sur l'histoire de l'Église, une référence claire y est faite, en la considérant comme probable:

«  L’évangile fut prêché dans la région Picène par l’apôtre saint Pierre, revenu de Dalmatie. Ayant été premier martyr picène, Saint Catervo (patron de Tolentino) et saint Julien qui introduisit le christianisme à Ricina... » 
Gaetano Moroni, Dizionario di erudizione storico ecclesiastica da San Pietro sino ai nostri giorni, vol.XLI, Venezia, 1846, p.35

## Destruction de la ville

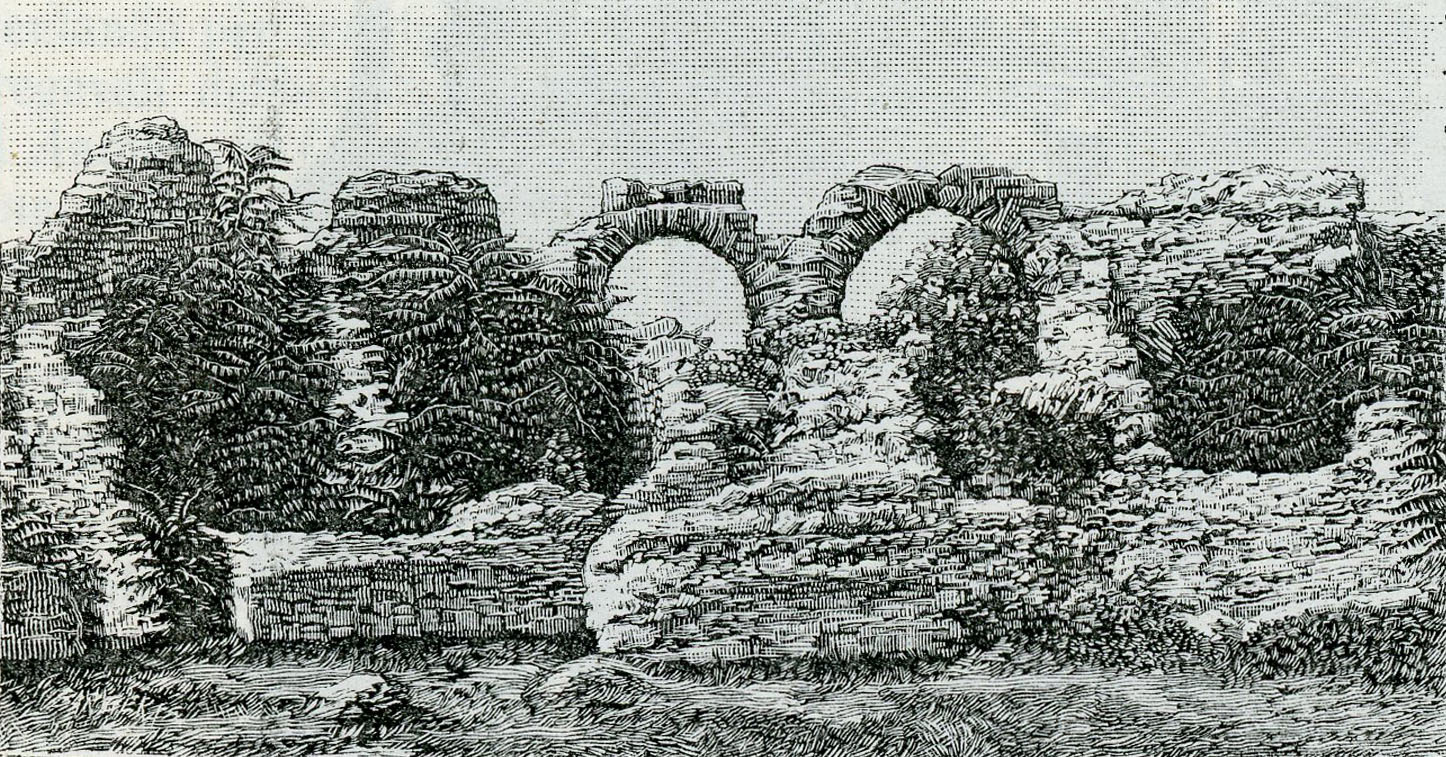
Vestiges du théâtre d'Helvia Recina en 1818

Au quatrième ou cinquième siècle, les invasions des Goths ont forcé la plupart des habitants de Ricina à se déplacer vers les collines, c'est ainsi que les centres médiévaux de Macerata et de Recanati sont nés. 
Le premier pillage de l'ancienne colonie romaine a probablement été l'œuvre des Ostrogoths sous le commandement de Radagaiso au début du Ve siècle, qui ont mené divers raids et pillages dans toute la région de l'ancien Picenum .
Au moins jusqu'en 393, Ricina existait encore puisque son nom est rapporté dans la Table de Peutinger, dessinée précisément à la fin du IVe siècle. Alors qu'en 410 on assiste à la présence du dernier évêque ricinien Claudio, également proclamé plus tard un saint, qui est également considéré comme le premier évêque de Macerata 
Pendant la guerre gréco-gothique, au milieu du VIe siècle, les troupes de Teja, dernier roi des Ostrogoths, détruisirent complètement la ville de Ricina, tandis que les troupes byzantines de Belisario campaient dans la nouvelle ville sur la colline au-dessus, Macerata .
Une grande partie de la zone de l'ancienne colonie de Helvia Recina doit encore être mise au jour.

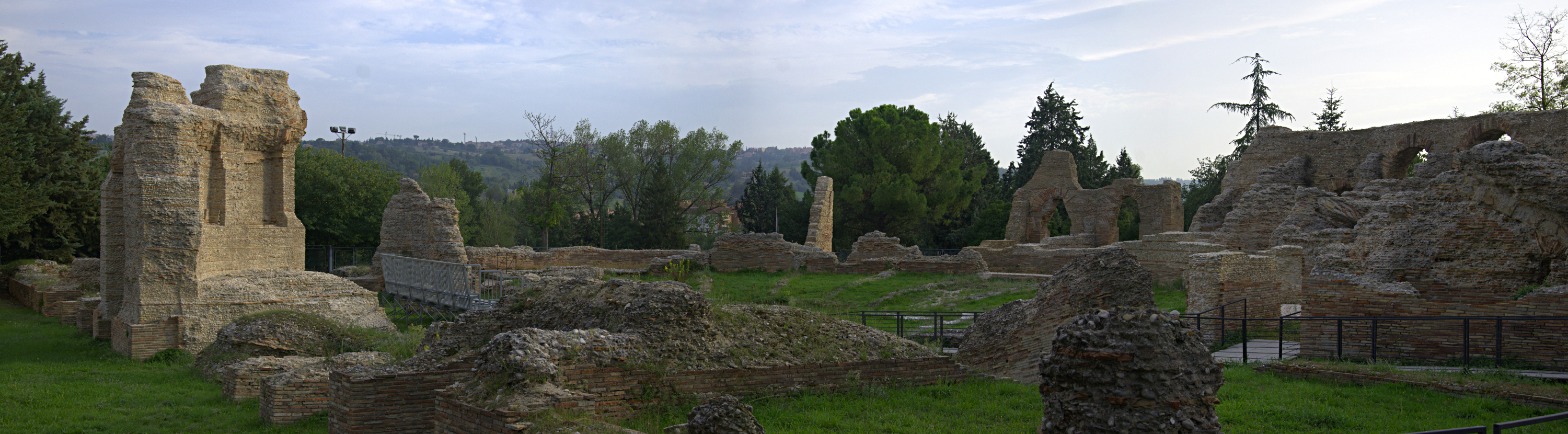
Helvia Recina